# Ernst Hoppenberg
Ernst Hoppenberg (Bremen, 26 de juliol de 1878 – Kirn, 29 de setembre de 1937) va ser un nedador alemany que va competir a cavall del segle xix i el segle xx. El 1900 guanyà dues medalles d'or en les dues proves del programa de natació dels Jocs Olímpics de París en què va prendre part: els 200 metres esquena i els 200 metres per equips, formant equip amb Max Hainle, Julius Frey, Max Schöne i Herbert von Petersdorff.
Morí en un accident de cotxe el 1937. Des del 1988 forma part de l'International Swimming Hall of Fam.